# Roger Christian (ishockeyspelare)
Roger Allen "Rog" Christian, född 1 december 1935 i Warroad i Minnesota, död 9 november 2011 i Grand Forks i North Dakota, var en amerikansk ishockeyspelare.
Christian blev olympisk guldmedaljör i ishockey vid vinterspelen 1960 i Squaw Valley.
Han är släkt med de före detta ishockeyspelarna Bill Christian (bror), Dave Christian (brorson) och Gordon Christian (bror) och som alla har deltagit vid de olympiska vinterspelen för det amerikanska herrishockeylandslaget. Gordon vann silvermedalj vid Cortina d'Ampezzo 1956; Bill och Roger vann guldmedalj tillsammans vid Squaw Valley 1960 och Dave var en av spelarna i Miracle on Ice och vann guldmedalj vid Lake Placid 1980. Hans brorsdotterson Brock Nelson spelar för New York Islanders i National Hockey League (NHL).